# 砷酸
砷酸为砷(V)的含氧酸，分子式H3AsO4。三元中强酸，酸性及其他性质均类似磷酸。

## 制取
由五氧化二砷溶于水而得。
{\displaystyle \mathrm {As_{2}O_{5}+3\ H_{2}O\rightleftharpoons 2\ H_{3}AsO_{4}} }
反应也可向左进行，如加入五氧化二磷作吸水剂时，又可从砷酸产生五氧化二砷。
砷酸也可由砷或三氧化二砷被浓硝酸氧化而得。該反應會生成副產物三氧化二氮。反应后於29.5°C以下浓缩，可析出砷酸半水合物细小板状结晶。於29.5℃以上，则析出三砷酸（H5As3O10）。
{\displaystyle \mathrm {As+5\ HNO_{3}\longrightarrow 5\ NO_{2}+H_{2}O+H_{3}AsO_{4}} }
{\displaystyle \mathrm {As_{2}O_{3}+2\ HNO_{3}+3\ H_{2}O\longrightarrow } } {\displaystyle \mathrm {N_{2}O_{3}+2\ H_{3}AsO_{4}\cdot {\tfrac {1}{2}}H_{2}O} }
反應結束後，若將所得液體冷卻，可得到以無色結晶形式析出的砷酸的半水合物H3AsO4·½H2O。如果進一步降低溫度的話，還可以獲得砷酸的二水合物H3AsO4·2H2O。
砷酸二水合物（H3AsO4 · 2H2O）只可通过在−30°C下结晶数天得到。
五氧化二砷可緩慢與水反應生成砷酸。元砷酸或焦砷酸與冷水反應同樣可以生成砷酸。另外，溼潤的砷單質可與臭氧反應生成砷酸
2 As  +  3 H2O  +  5 O3   →   2 H3AsO4  +  5 O2

## 性质

### 物理性质
砷酸固体在空气中很快吸潮，产生水合物 H3AsO4 · ½H2O 或 H3AsO4 · 2H2O （於 −30 °C）。平稳加热时，脱水产生三砷酸（H5As3O10）。加热至100°C时，分解为 As2O5 · 1.66H2O。在500°C时全部失水。
{\displaystyle {\rm {3H_{3}AsO_{4}\ {\overset {\mathit {\rm {\Delta }}}{\longrightarrow }}\ H_{5}As_{3}O_{10}+2H_{2}O}}}
饱和水溶液浓度约 80 %。
毒性虽不及亚砷酸，但仍较高。LD50（兔）为6 mg/1 kg。砷酸与砷酸盐在日本被列为医药用外毒物。

### 化学性質
無水物結晶溶于水时微吸熱。（忽略电离）。
H3AsO4(s) {\displaystyle \rightleftarrows \ } H3AsO4(aq),  ΔH°= 3.8 kJ mol-1
砷酸水溶液的氧化性不强，但比同族的磷酸强。这与其他第4周期元素的含氧酸相似，如硒酸、高溴酸，其氧化性均强于对应的硫酸与高氯酸。
H3AsO4(aq) + 2 H+(aq) + 2 e- = H3AsO3(aq) + H2O(l),    E°= 0.575 V
例如砷酸可将碘离子氧化为碘：
H3AsO4 + 2 H+ + 2 I− → H3AsO3 + I2 + H2O
此外还有焦砷酸（H4As2O7）与多砷酸（Hn+2AsnO3n+1、(HAsO3)n）。这两者及其酸根离子在水溶液中都是不稳定的，遇水很快分解为砷酸。焦砷酸与多砷酸盐在固态可以是稳定的。

#### 水溶液中的電離平衡
砷酸分子在水溶液中分三步解离，第一步为微强，0.1mol dm-3水溶液的電離度約0.25。第二步与第三步解离很弱，在酸性溶液中可以忽视。
H3AsO4(aq) + H2O(l) {\displaystyle \rightleftarrows \ } H3O+(aq) + H2AsO4-(aq),    pKa1 = 2.24
H2AsO4-(aq) + H2O(l) {\displaystyle \rightleftarrows \ } H3O+(aq) + HAsO42-(aq),    pKa2 = 6.96
HAsO42-(aq) + H2O(l) {\displaystyle \rightleftarrows \ } H3O+(aq) + AsO43-(aq),  pKa3 = 11.50
与解离相关的標準焓、吉布斯能、与熵变值列在下面。
|          | {\displaystyle {\Delta }H^{\circ }} | {\displaystyle {\Delta }G^{\circ }} | {\displaystyle {\Delta }S^{\circ }} |
| -------- | ----------------------------------- | ----------------------------------- | ----------------------------------- |
| 第一解離 | -7.07 kJ mol-1                      | 12.84 kJ mol-1                      | -66.9 J mol-K-1                     |
| 第二解離 | 3.22 kJ mol-1                       | 38.57 kJ mol-1                      | -118.7 J mol-1K-1                   |
| 第三解離 | 18.20 kJ mol-1                      | 66.19 kJ mol-1                      | -161.1 J mol-1K-1                   |

## 砷酸根
砷酸电离可产生三种阴离子：正砷酸根离子（AsO43-）、一氢砷酸根离子（HAsO42-）与二氢砷酸根离子（H2AsO4-）。三种阴离子的盐类均已获得。正砷酸根离子为正四面体结构，类似磷酸根离子；As-O键长169pm。酸液中有微弱的氧化性。

## 砷酸盐
各种砷酸盐可通过用不同计量的碱中和砷酸获得。可溶金属盐与砷酸钠或砷酸氢钠发生复分解，亦可得不可溶的砷酸盐沉淀。
焦砷酸（H4As2O7）与焦磷酸不同，不可通过砷酸加热脱水制得，只能由砷酸氢盐失水得到。
{\displaystyle {\rm {2Na_{2}HAsO_{4}\ {\overset {\mathit {\rm {\Delta }}}{\longrightarrow }}\ Na_{4}As_{2}O_{7}+H_{2}O}}}
{\displaystyle {\rm {2CaHAsO_{4}\ {\overset {\mathit {\rm {\Delta }}}{\longrightarrow }}\ Ca_{2}As_{2}O_{7}+H_{2}O}}}
砷酸钠（Na3AsO4）水溶液呈碱性（pH～12）、砷酸一氢钠（Na2HAsO4）水溶液呈弱碱性（pH～9）、砷酸二氢钠（NaH2AsO4）水溶液则呈弱酸性（pH～4.4）。
砷酸钙（Ca3(AsO4)2）用作殺虫剂。砷酸钠可作除草剂，对作物应用效果显著。
正砷酸盐中，碱金属盐、铵盐可溶于水，碱土金属盐等其他盐类则难溶。
- 砷酸钙 (Ca3(AsO4)2)
- 砷酸钠 (Na3AsO4)

### 砷酸盐矿物

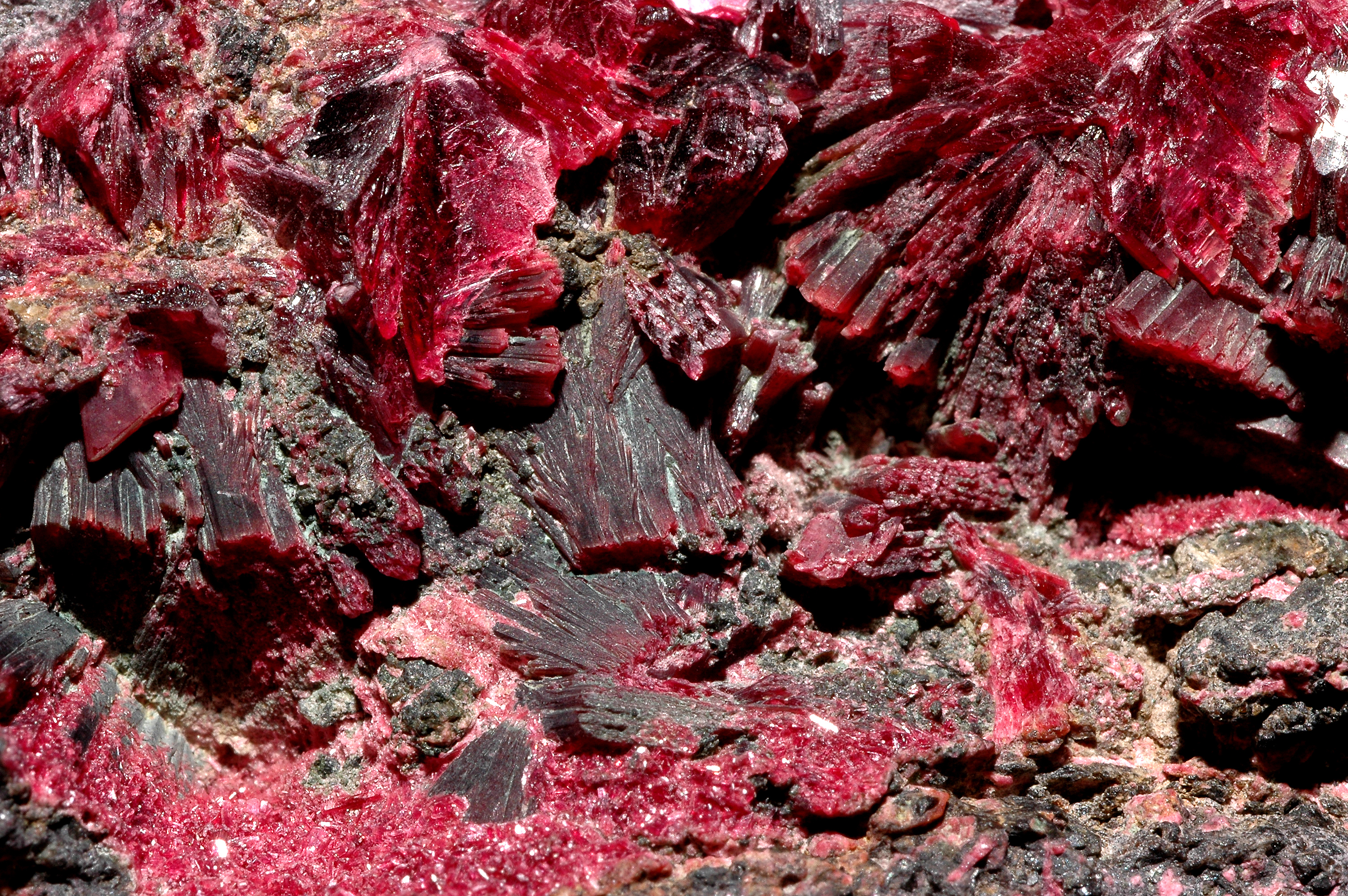
钴华

砷酸盐矿物可由含砷的硫化矿物经氧化生成，也可由磷酸盐矿物中的磷酸根被砷酸根替换而得。砷酸盐矿物例子如下：
- 水砷锌矿，Adamite (Zn2(AsO4)(OH))
- 橄榄铜矿，Olivenite (Cu2(AsO4)(OH))
- 钴华，Erythrite (Co3(AsO4)2・8H2O)
- 镍華，Annaberigite (Ni3(AsO4)2・8H2O)
- 臭葱石，Scorodite (FeAsO4・2H2O)
- 绿铅矿，Mimetite (Pb5Cl(AsO4)3)

## 應用
砷酸可用作木材防腐劑、廣譜生物殺滅劑、玻璃和金屬的整理劑，並可參與合成部分染料及一些有機砷化合物。但砷酸毒性強烈，故其商業應用受到了限制。選兔作爲實驗對象時，砷酸的半致死量爲6 mg/kg（0.006 g/kg）。